# Lato (folyó)
A Lato rövid folyó Olaszország Puglia régiójának déli részén, mely a Lama di Laterza és Lama di Castellaneta folyók egyesülésével keletkezik és a Tarantói-öbölbe torkollik. Torkolatvidékén ornitológiai rezervátum található. Az itt előforduló madárfajok közül megemlítendő a szárcsa, vízityúk és guvat.